# Фишер, Ян Ефимович
Ян Ефимович Фишер (25 июля 1937, Кременчуг — 30 июня 2011, Бишкек, Кыргызстан) — киргизский государственный деятель, заслуженный строитель Киргизской ССР (1981), почётный гражданин Бишкека (1997).

## Биография
Родился 25 июля 1937 года в Кременчуге, Полтавская область, УССР. В 1959 году окончил Фрунзенский политехнический институт по специальности промышленное и гражданское строительство.
Трудовую деятельность начал в 1959 году мастером-строителем в Ошском СМУ № 1 треста «Ошоблстрой». За 25 лет работы в строительных организациях Ошской области прошёл путь от строителя до начальника головного треста «Ошоблстрой».
За свои достижения в производственной деятельности в 1985 году Ян Фишер был назначен министром промышленности строительных материалов Киргизской ССР. В 1986 году занял должность заместителя председателя Совета Министров Киргизской ССР.
После распада СССР в ранге государственного секретаря кабинета министров до 1996 года он возглавлял Государственную комиссию по чрезвычайным ситуациям Кыргызстана.
Ян Фишер сделал значительный вклад в налаживание взаимодействия со странами СНГ, работая на должности министра по сотрудничеству со странами СНГ с 1996 по 1998 год. В течение шести лет он был полномочным представителем Кыргызстана на коллегии Межгосударственного экономического комитета Экономического союза СНГ в Москве.
С 2004 года — генеральный директор ОАО «Южно-Кыргызский Цемент». Под его руководством за пять лет было организовано и начало работать предприятие, которое обеспечивает цементом южные регионы Кыргызстана. За свою трудовую деятельность в отраслях строительства Фишер руководил сооружением ряда объектов промышленного и гражданского назначения, в том числе Ошский ДСК, Ошский мясокомбинат, Ошская ТЭЦ, Ошский хлопчатобумажный комбинат.
С 30 июня 2010 — первый заместитель генерального директора Государственной дирекции по восстановлению и развитию городов Ош и Джалал-Абад.
Ян Фишер награждён двумя орденами Трудового Красного Знамени, орденом «Знак Почёта», орденом «Манас» III степени (2009), медалью «Данк» (1997), рядом медалей. За вклад в развитие строительной отрасли страны в 1981 году ему было присвоено звание заслуженный строитель Кыргызской ССР.
Удостоен Почётной грамоты Кыргызской Республики (1992).
Жена — Фишер Антонина Васильевна (род. 1937), имел двух дочерей: Елену и Яну.
Умер 30 июня 2011 года в возрасте 74 лет, похоронен на Юго-Западном кладбище Бишкека.